# Łysa Góra (Skała)
Łysa Góra (431 m) – wzniesienie na Wyżynie Olkuskiej (część Wyżyny Krakowsko-Częstochowskiej). Administracyjnie znajduje się w obrębie miejscowości Skała w województwie małopolskim, w powiecie krakowskim w gminie miejsko-wiejskiej Skała. W szczytowe partie wzniesienia to bezleśna wierzchowina zajęta przez pola uprawne Skały. Tuż po północnej stronie kulminacji Łysej Góry jest osiedle domków jednorodzinnych. Porośnięte lasem stoki zachodnie i południowe opadają do dna doliny Paduch znajdującej się w Ojcowskim Parku Narodowym.